# Sapri
Sapri – miejscowość i gmina we Włoszech, w regionie Kampania, w prowincji Salerno.
Według danych na rok 2004 gminę zamieszkiwały 6982 osoby, 537,1 os./km².

## Miasta partnerskie
- Ripatransone, Włochy